# Microsoft Office 1.6
Microsoft Office 1.6 è una versione della suite Microsoft Office progettata a 16 bit.
Uscita l'8 luglio 1991 era distribuita su floppy disk.
Office 1.6 comprendeva le seguenti applicazioni:
| Applicazione | Versione |
| ------------ | -------- |
| Word         | 1.1      |
| Excel        | 3.0      |
| PowerPoint   | 2.0      |
| Mail         | 2.1      |

La versione successiva fu Microsoft Office 3.0.